# Z-13 Erich Koellner
Z-13 Эрих Кёлльнер (нем. Z-13 «Erich Koellner») — немецкий эскадренный миноносец типа 1934A.
Заложен 12 октября 1935 года на верфи фирмы «Германия-Верфт» в Киле. Спущен на воду 18 марта 1937 года и 28 августа 1938 года вступил в строй и вошёл в состав 8 дивизиона 4 флотилии.
С началом Второй мировой войны, в сентябре-декабре 1939 года проходил боевую подготовку на Балтике. С января по февраль 1940 года участвовал в минно-заградительных операциях у восточного побережья Великобритании. Участвовал в операции «Викингер» 22 февраля 1940 года.
В апреле участвовал в операции «Везеребюнг», входя в состав Нарвикской группы. 10 апреля 1940 участвовал в первом бою у Нарвика. 11 апреля 1940 тяжело поврежден в результате навигационной аварии в Балланген-фьорде — почти полностью лишился хода. 13 апреля участвовал во втором бою у Нарвика, потоплен британскими линейным кораблем «Warspite» и эсминцами «Bedouin», «Eskimo», «Punjabi» в Уфут-фьорде 68°24′ с. ш. 16°48′ в. д.. Потери — 31 убитый и 39 раненых